# Астон Мартин One-77
Астон Мартин One-77 е суперавтомобил на Астон Мартин, доставките са започнали през октомври 2009 г. Произведена лимитирана серия от 77 екземпляра.
Прототипът за първи път е показан на изложението в Париж през 2008 г. за първи път се появява прототипът, но през цялото време той почти изцяло е покрит с платнище, направено на прочутата с магазините за дрехи по поръчка улица Севил Роу в Мейфеър, Лондон. Официалният дебют е на изложението в Женева през 2009 г., но и тогава автомобилът е без интериор и с непрозрачни стъкла. Първата напълно функционална версия е представена в края на април 2009 г. на конкурса Конкорсо д'Елеганца Вила д'Есте край езерото Комо в Италия, където печели наградата за дизайн в категорията за концептуални автомобили и прототипи, събирайки 1/3 от гласовете на посетителите.
Шасито на One-77 представлява ултралек монокок от въглеродни влакна, а каросерията е от алуминий. Автомобилът е задвижван от преработения V12 двигател, използван в Астон Мартин DB9, DBS и V12 Вантидж като обемът му е увеличен от 6 на 7.3 литра, а мощността му надвишава 700 к.с. Според производителя One-77 има максимална скорост от 320 км/ч и ускорява от място до 60 мили в час (96 км/ч) за 3.5 секунди. Задвижването е задно, а скоростната кутия е шестстепенна роботизирана механична, като предавките се сменят от волана. Цената още не е оповестена, но според различни източници ще варира от 1,05 до 1,2 милиона паунда.